# NGC 7203
NGC 7203 ist eine linsenförmige Galaxie vom Hubble-Typ SB0/a im Sternbild Piscis Austrinus am Südsternhimmel. Sie ist schätzungsweise 113 Millionen Lichtjahre von der Milchstraße entfernt und hat einen Durchmesser von etwa 55.000 Lichtjahren.
Im selben Himmelsareal befinden sich u. a. die Galaxien NGC 7172, NGC 7201, NGC 7204.
Das Objekt wurde am 27. September 1834 von John Herschel entdeckt.